# اتحاد الدنمارك لكرة القدم
تأسس الاتحاد الدنماركي لكرة القدم (بالدنماركية: Dansk Boldspil-Union) في عام 1889م وانضم إلى الاتحاد الدولي لكرة القدم في 1904م وانضم إلى الاتحاد الأوروبي لكرة القدم في 1954م.